# 趙世勛
趙世勛（1526年—1582年），字光遠，陝西綏德衛人，官籍，明朝政治人物。

## 生平
三十岁中嘉靖三十四年（1555年）乙卯科陝西鄉試第十八名舉人。隆慶五年（1571年）中式辛未科會試第三百五十三名，三甲第二百七十一名進士。工部觀政，授行人司行人，奉命主祭益韩二藩。萬曆三年（1575年）七月选授兵科给事中，四年丁憂歸。守孝期间，他应常德举人时任绥德知州毛储元的邀请，编纂了第一本《绥德州志》，受到当朝礼部尚书浙江新昌人潘晟的器重。六年复除本科，八年正月升四川佥事，四月調補河南，九年京察调用，十年卒。

## 家族
祖籍山西孝义，曾祖趙源；祖父趙資；父趙真，百戶。嫡母李氏；生母郭氏。慈侍下。